# 北福洛

北福洛市镇的盾徽

北福洛（挪威語：Nordre Follo）是挪威阿克什胡斯郡的一个市镇。市镇面积为203平方公里，2023年人口数量为62,245人。
该市镇成立于2020年1月1日，由希和奧珀戈爾两市镇合并而成。